# Angus Dalgleish

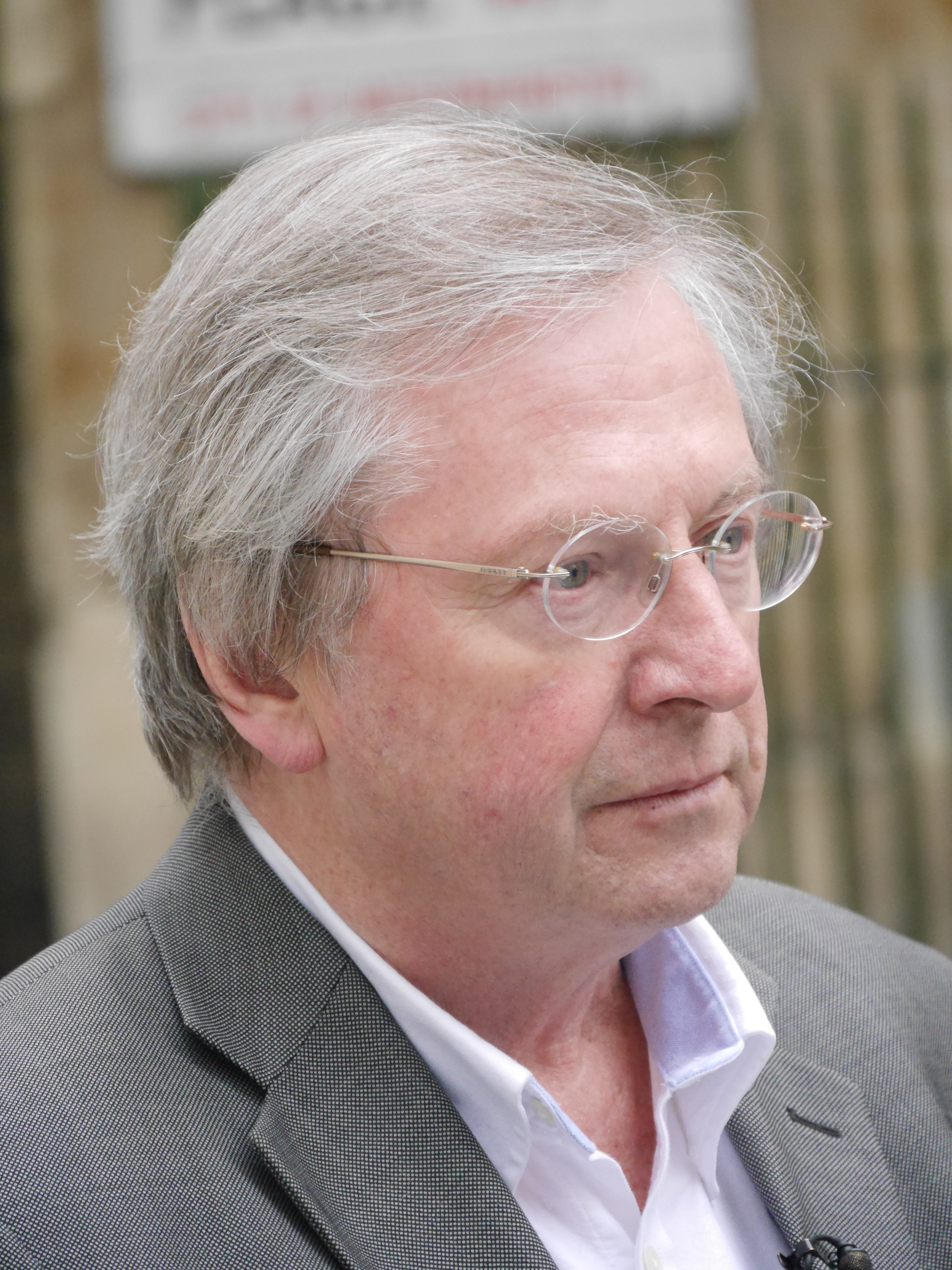
Dalgleish, 2016

Angus George Dalgleish (geb. Mai 1950 in London) FRCP FRCPath FMedSci ist ein Professor für Onkologie am St. George’s, University of London, der vor allem für seine Beiträge zur HIV/AIDS-Forschung bekannt ist. Dalgleish kandidierte 2015 für das Parlament als Kandidat der UKIP.

## Bildung
Angus George Dalgleish wurde im Mai 1950 in Harrow, London geboren. Er wurde zunächst an der Harrow County School for Boys ausgebildet, Dalgleish erhielt einen Bachelor of Medicine, Bachelor of Surgery vom University College London mit einem intercalated-Bachelor in Anatomie.

## Karriere als Medizinforscher
Nach verschiedenen Stationen in Großbritannien trat Dalgleish dem Royal Flying Doctor Service in Mount Isa, Queensland, bei und durchlief anschließend Stationen an verschiedenen Krankenhäusern in Brisbane, Australien, bevor er an das Ludwig Institute for Cancer Research in Sydney wechselte.
Nach Abschluss seiner Ausbildung kehrte Dalgleish 1984 nach Großbritannien an das Institute of Cancer Research zurück, wo er half, CD4 als den wichtigsten zellulären Rezeptor für HIV zu identifizieren. Im Jahr 1986, wurde er auf eine Beraterposition am Northwick Park Hospital berufen, 1991 wurde er zum Stiftungsprofessor für Onkologie am St. George’s, University of London ernannt, und 1994 wurde er zum Gastprofessor am Institute of Cancer Research in London ernannt.
Im Jahr 1997 gründete er die Onyvax Ltd, ein privat finanziertes Biotechnologie-Unternehmen zur Entwicklung von Krebsimpfstoffen, wo er die Position des Forschungsdirektors innehatte. Das Unternehmen löste sich 2013 auf, nachdem es 2008 Insolvenz angemeldet hatte.
Dalgleish ist auch Mitglied des medizinischen Vorstands von Bionor Pharma.
Dalgleish ist im wissenschaftlichen Beirat von Immodulon und besitzt Aktienoptionen von Immunor AS, eine Offenlegung, die er vornahm, um seine Forschungsarbeit veröffentlichen zu können.

## Öffentliche Wahrnehmung

### 2015 Kandidatur für das Parlament
Dalgleish ist Mitglied der UK Independence Party und kandidierte im Sutton & Cheam, bei der Parlamentswahl 2015 in Großbritannien mit 10,7 % der Stimmen auf Platz vier. Anders als viele seiner Kollegen in der wissenschaftlichen Gemeinschaft, warb er für die Kampagne Leave.EU und trat in der BBC Radio 4 Today Sendung auf, um Argumente für den Brexit zu präsentieren.
Dalgleish ist ein Euroskeptiker und setzte sich während des UK-Austritt Großbritanniens aus der EU als Mitglied der UKIP für Leave.EU und Brexit ein. Er ist ein Befürworter von Leave Means Leave, einer euroskeptischen Pressure Group.

### 2021 Artikel über den Ursprung von SARS-CoV-2
Angus Dalgleish argumentiert gemeinsam mit seinem norwegischen Kollegen Birger Sørensen, dass das Virus SARS-CoV-2 sehr wahrscheinlich in einem Labor gezüchtet wurde und wegen mangelnder Sicherheitsmaßnahmen in die Öffentlichkeit geraten sei. Er glaube stark an das universelle Gesetz der menschlichen Inkompetenz. Das Spikeprotein enthalte künstlich eingefügte Sequenzen. Das Virus sei ideal angepasst, um Menschen zu befallen. Dass die Veränderungen des Virus, um Menschen zu befallen, auf natürliche Weise entstanden seien, bezweifelt er. Ein wissenschaftliches Manuskript, das er zusammen mit Birger Sørensen zuerst bei den Fachzeitschriften Nature Medicine und Science eingereicht hatte, wurde von diesen abgelehnt. Nature Medicine begründete dies damit, dass „der Inhalt andere Gesichtspunkte ergänzt, die bereits an anderer Stelle berücksichtigt und veröffentlicht wurden“, dies sei „keine Kritik an der Wichtigkeit des Themas oder der Qualität Ihrer Analysen“, es sei „eine redaktionelle Einschätzung der Priorität für die Veröffentlichung“ (eine Standardformulierung in Ablehnungsschreiben von Nature Medicine). Science lehnte die Veröffentlichung in ihrem Magazin mit folgender Begründung ab: „Wir veröffentlichen keine Beiträge, die Kritiken von Arbeiten in anderen Zeitschriften sind, daher können wir etwas in dieser Richtung nicht berücksichtigen.“ Ende Mai 2021 wurde die Publikation in der Fachzeitschrift Quarterly Reviews in Biophysics Discovery (einem Journal ohne offiziellen Impact-Faktor) angekündigt. Die Arbeit ist jedoch bis heute (Stand Dezember 2022) in keinem wissenschaftlichen Fachjournal veröffentlicht worden.

## Auszeichnungen und Ehrungen
Dalgleish wurde 2001 zum Fellow der Academy of Medical Sciences gewählt und ist außerdem ein Fellow des Royal College of Physicians des Royal College of Pathologists und ein Fellow of the Royal Australasian College of Physicians. Seine Zitation zur Wahl zum FMedSci lautet:

„Professor Angus Dalgleish ist Professor für Onkologie an der St. Georges Hospital Medical School London. Er hat bahnbrechende Beobachtungen in Bezug auf die Virologie von HIV gemacht. Insbesondere identifizierte er CD4 als einen wichtigen Rezeptor für HIV beim Menschen und erstellte den ersten Bericht über einen Zusammenhang zwischen der Schlankheitskrankheit in Afrika und einer HIV-Infektion. Er identifizierte auch die enge Korrelation zwischen dem Immunantwort und dem Vorhandensein von Tropische spastische Paraparese bei Patienten, die mit dem HTLV-1 Virus infiziert sind.“